# Imre Kovács (football)
Pour les articles homonymes, voir Kovács et Imre Kovács.
Imre Kovács est un footballeur hongrois né le 26 novembre 1921 à Budapest et mort le 9 mars 1996 à Budapest. Il évoluait au poste de milieu.

## Biographie
Il joue dans le club du MTK Budapest FC de 1945 à 1969.
International, il reçoit 8 sélections en équipe de Hongrie de 1948 à 1952. Il fait partie de l'équipe hongroise qui termine finaliste de la Coupe du monde 1954.
Il est médaillé d'or aux Jeux olympiques 1952.

## Carrière
- 1944-1969 :  MTK Budapest FC[2],[3]

## Palmarès
- Finaliste de la Coupe du monde en 1954
- Médaille d'or aux Jeux olympiques 1952